# رايموند براكن
رايموند براكن (بالإنجليزية: Raymond Bracken)‏ هو لاعب رماية أمريكي، ولد في 8 يناير 1891 في ستوبنفيل في الولايات المتحدة، وتوفي في 23 أكتوبر 1974 في كولومبوس في الولايات المتحدة.

## وصلات خارجية
- رايموند براكن على موقع أوليمبيديا (الإنجليزية)